# Enrico Bettera
Enrico Bettera (Iseo, 13 juli 1971) is een Italiaans autocoureur.

## Carrière
Bettera begon zijn autosportcarrière in 2009 in de Italiaanse Seat León Supercópa. In 2010 maakte hij de overstap naar de Italiaanse Ferrari Challenge. In 2011 reed hij in de AM Trophy van de Eurocup Mégane Trophy en eindigde als zesde in deze klasse. In 2012 en 2013 bleef hij actief in dit kampioenschap en werd achtereenvolgens zevende en vierde in de AM Trophy. Tussen 2013 en 2015 nam hij ook deel aan de Coppa Italia, waarbij hij ieder jaar de eerste divisie wist te winnen. In 2014 en 2015 kwam hij eveneens uit in de Italiaanse Renault Clio Cup en eindigde respectievelijk als vijftiende en derde in de eindstand.
In 2016 reed Bettera een half seizoen in het Italian Touring Car Championship voor het team Pit Lane Competizioni in een Seat León Cup Racer en won de seizoensfinale op het Autodromo Nazionale Monza, waardoor hij het kampioenschap afsloot op de vijfde plaats in de eindstand met 67 punten. In 2017 bleef hij actief in dit kampioenschap. Daarnaast maakte hij dat jaar zijn debuut in de TCR International Series voor Pit Lane Competizioni in een Audi RS 3 LMS TCR tijdens het raceweekend op de Salzburgring, waarin hij de races eindigde op een zestiende en een twaalfde plaats.